# Euselates jansoni
Euselates jansoni är en skalbaggsart som beskrevs av Gilbert John Arrow 1910. Euselates jansoni ingår i släktet Euselates och familjen Cetoniidae. Inga underarter finns listade i Catalogue of Life.